# Увей
Увей (кит.: 烏維; д/н — 105 до н. е.) — 5-й шаньюй держави хунну у 114—105 роках до н. е.

## Життєпис
Син шаньюя Їчжісє. Увей є китайським аналогом імені (перекладається як Крукова мотузка), власне хуннське не відоме. 114 року до н. е. спадкував владу. Спочатку дотримувався мирних відносин з ханським імператором Лю Че, намагаючись виграти час для відновлення політичної та військової потуги хунну. Водночас Лю Че намагався підкорити держави на південь від імперії.
У 112 році до н. е. проти Увея відправили 15 тис. кінноти під командуванням Гунсунь Хе. Втім шаньюй не наважився дати бій, уникаючи зустрічі з ворожим військом, яке марно швендялося степами й зрештою повернулося до себе. У 111 році до н. е. такий самий результат був нового походу ханської армії.
110 року до н. е. імператор, зібравши 180-тисячне військо, висунув Увею ультиматум стати васалом Хань, або воювати. Шаньюй вирішив тягнути час, відправивши декілька посольств із пропозиціями відновлення мирного договору 162 року до н. е. Своєю чергою Лю Че відправив шпигуна Ван У під виглядом посланця. Водночас почалася утворюватися антихуннська коаліція, до якої увійшли Даюань, Кангюй, цяни, усунь та тохари.
За цим Увей прийняв нового ханського посланця Ян Сіня, що вимагав в обмін на укладання мирного договору надіслати спадкоємця шаньюя до двору імператора. Втім Увей відкинув це, але продовжив перемовини. Поступово вони зайшли в глухий кут.
108 року до н. е. ханське військо виступило проти хунну, але Увей ухилився від сутички. Тому китайці завдали удару по державам Лоулань й Гуші. У 107 році до н. е. хунну здійснили кілька дрібних набігів на прикордонні землі в Ордосі. Імперія хань поновила підготовку до війни. У 105 році до н. е. Увей помер. Йому спадкував син Ер.